# Shoreham (Kent)
Pour les articles homonymes, voir Shoreham.
Shoreham est un village et une paroisse civile du Kent, en Angleterre. Il est situé dans le district de Sevenoaks, à huit kilomètres au nord de la ville de Sevenoaks. Au moment du recensement de 2011, il comptait 2 041 habitants.

## Étymologie
Le nom Shoreham provient du vieil anglais *scora et hām, et signifierait « village situé près d'une pente ». Il est attesté en 822 sous la forme Scorham.

## Histoire
Le peintre Samuel Palmer s'installe à Shoreham pendant environ sept ans. Il y fait l'acquisition d'une petite maison, surnommée « Rat Abbey », dans laquelle il vit de 1826 à 1835, décrivant la région aux alentours comme un paradis mystérieux et visionnaire, et où il noue des relations avec les « Anciens », un groupe de peintres dont le style est influencé par William Blake (1757-1827).
Pour lui, ce village représentait une sorte de paradis rural, un paysage idéal, touché par une présence divine. Il a appelé la vallée de Darent la «vallée de la vision». Les images de Palmer de cette période sont intensément personnelles et ont souvent une qualité mystique, voire visionnaire.

## Personnalités liées à Shoreham
(par ordre alphabetique)
- Verney Lovett Cameron (1844-1894), explorateur, premier Européen à traverser l'Afrique équatoriale d'un océan à l'autre, enterré dans le cimetière du village.
- Robert Colgate, fermier de Shoreham sympathisant de la Révolution française, contraint de quitter la Grande-Bretagne en 1793 pour les États-Unis où son fils, William Colgate, a fondé la célèbre société Colgate-Palmolive en 1806.
- Harold Copping (1863-1932), célèbre illustrateur biblique, a vécu pendant de nombreuses années à Shoreham et y est mort. Il a été enterré dans le cimetière de l'église St Pierre et St Paul à Shoreham.
- Lord Dunsany (1878-1957), écrivain, a vécu au prieuré de Dunstall à Shoreham alors qu'il servait dans la Garde nationale pendant la Seconde Guerre mondiale, et est enterré avec sa femme dans le cimetière de l'église de Shoreham.
- L'artiste londonien Samuel Palmer (1805-1881) a vécu dans le village de 1826 à 1835 où il faisait partie d'un groupe d'artistes disciples de William Blake (Blake aurait trouvé son inspiration pour Jérusalem dans les environs du village) qui se sont appelés « Les Anciens ». L'œuvre de Palmer dépeint de façon vivante les paysages ruraux locaux des années 1820. Contrairement au mythe local, il ne vivait pas à la « Maison de l'eau » sur la rivière Darent (en), mais dans une ferme délabrée qui a été démolie depuis. L'erreur vient du fait que son père, Samuel Palmer senior, a loué la « Maison de l'eau » pendant quelques années.
- Anthony Powell (1905-2000), écrivain, a vécu au prieuré de Dunstall à Shoreham pendant la guerre et il y est retourné chaque fois qu'il a pu prendre congé de ses fonctions au Bureau de la Guerre.
- Joseph Prestwich, géologue, a vécu à Shoreham jusqu'à sa mort en 1896.
- Naomi Watts (née le 28 septembre 1968), actrice d'Hollywood, est née à Shoreham.
- John Wesley a souvent prêché à Shoreham car il était ami du pasteur du village, le célèbre Vincent Perronet (en), l'un des premiers méthodistes. L'un de ces prêches dégénéra, en 1746, en un début d'émeute.